# Spirits Having Flown
Spirits Having Flown é o décimo quinto álbum de estúdio dos Bee Gees, lançado em 1979.
Foi o segundo álbum da banda que mais vendeu, cerca de 30 milhões de cópias. Seguindo o sucesso da trilha sonora de Os Embalos de Sábado à Noite, da qual os Bee Gees participaram ativamente, chegou ao primeiro lugar em quase todo o mundo. Neste disco está "Love You Inside Out", que foi a última música dos Bee Gees a chegar ao topo das paradas nos EUA. Outras músicas que ficaram marcadas eternamente foram "Too Much Heaven" e "Tragedy". Chegou em primeiro lugar em vendas no Brasil, sendo o álbum que deu maior reconhecimento à banda no país.

## Faixas
Todas as faixas por B. Gibb/R. Gibb/M. Gibb.
| Lado 1 |                        |         |  |
| N.º    | Título                 | Duração |  |
| 1.     | "Tragedy"              | 05:00   |  |
| 2.     | "Too Much Heaven"      | 04:54   |  |
| 3.     | "Love You Inside Out"  | 04:08   |  |
| 4.     | "Reaching Out"         | 04:04   |  |
| 5.     | "Spirits Having Flown" | 05:18   |  |

| Lado 2 |                      |         |  |
| N.º    | Título               | Duração |  |
| 1.     | "Search, Find"       | 04:11   |  |
| 2.     | "Stop (Think Again)" | 06:39   |  |
| 3.     | "Living Together"    | 04:18   |  |
| 4.     | "I'm Satisfied"      | 03:53   |  |
| 5.     | "Until"              | 02:25   |  |

| Críticas profissionais | Críticas profissionais |
| Avaliações da crítica  | Avaliações da crítica  |
| Fonte                  | Avaliação              |
| ---------------------- | ---------------------- |
| Allmusic               | link                   |

## Posições nas Paradas
- #1 (África do Sul, Alemanha, Argentina, Austrália, Brasil, Canadá, Chile, Espanha, EUA,[4] Finlândia, França, Itália, Noruega, Nova Zelândia, Países Baixos, Reino Unido, Suécia, Suíça)
- #2 (Áustria, Japão, Rússia)

## Certificações
- Canadá (Music Canada):  5× Platina
- Estados Unidos (RIAA):   Platina
- Finlândia (IFPI FIN):   Ouro
- França (SNEP):   Ouro
- Hong Kong (IFPI HK):   Platina
- Japão (Oricon Charts):   Platina
- Nova Zelândia (RIANZ):   Platina
- Reino Unido (BPI):   Platina

## Ficha Técnica
- Barry Gibb: Vocal, violão, produtor musical;
- Robin Gibb: Vocal, produtor musical;
- Maurice Gibb: Vocal, baixo, produtor musical.

Banda
- Dennis Bryon: Bateria;

- Blue Weaver: Teclados, sintetizador, programação;
- Alan Kendall: Guitarra.

Músicos convidados
- Gary Brown: Saxofone;
- Harold Cowart: Baixo;
- Joe Lala: Percussão, congas;
- Herbie Mann: Flauta em Spirits (Having Flown) e I'm Satisfied;
- George Terry: Guitarra;
- Daniel Ben Zebulon: Congas;
- The Boneroo Horns (Bill Purse/Stan Webb/Neil Bonsanti/Peter Graves/Whit Sidener/Kenny Faulk);
- Chicago (James Pankow/Walter Parazaider/Lee Loughnane).

Equipe
- George Marino: Engenheiro de áudio;
- Albhy Galuten: Arranjo de Orquestra, produtor musical;
- Gene Orloff: Concertino (no estúdio Sound Mixers);
- Bob Basso: Concertino (nos estúdios Criteria);
- Karl Richardson: Engenheiro de áudio, produtor musical;
- Dennis Hetzendorfer: Engenheiro de áudio;
- John Blanche: Assistente de engenheiro de áudio;
- Ed Caraeff Studio: Arte, fotografias e design do disco.

## Singles
1. Novembro de 1978
A: Too Much Heaven
B: Rest Your Love on Me (B. Gibb/R. Gibb/M. Gibb) - 4:20
2. Fevereiro de 1979
A: Tragedy [Early Fade] - 4:10
B: Until
3. Abril de 1979
A: Love You Inside Out [Early Fade] - 3:47
B: I'm Satisfied
4. Dezembro de 1979 (CHL)
A: Reaching Out
B: Spirits (Having Flown)
5. Janeiro de 1980 (Não nos EUA)
A: Spirits (Having Flown)
B: Wind of Change